# 173 Ino
173 Ino este un asteroid din centura principală, descoperit pe 1 august 1877, de Alphonse Borrelly.